# Dziewczyna poznaje świat
Dziewczyna poznaje świat (ang. Girl Meets World) – amerykański sitcom wchodzący w skład Disney Channel Original Series będący kontynuacją serialu Chłopiec poznaje świat. Amerykańska premiera serialu miała miejsce 27 czerwca 2014 roku na kanale Disney Channel. W Polsce serial zadebiutował w środę 22 października 2014 roku o godzinie 14:55 przedpremierową emisją. Stałą emisja serialu odbyła się 22 listopada o godzinie 09:30. 5 sierpnia 2014 roku twórcy oficjalnie ogłosili, iż powstanie 2. sezon serialu. Produkcja sezonu ruszyła w listopadzie, a premiera odbyła się 11 maja 2015 roku w USA. Dnia 25 listopada 2015 roku zostało oficjalnie ogłoszone iż powstanie 3. sezon serialu.

## Nagrody i nominacje
| Rok  | Nagroda            | Kategoria | Wynik     |
| ---- | ------------------ | --- | --------- |
| 2014 | Teen Choice Awards | Serial lata                                                                                                  | nominacja |
| 2015 | WGA (TV)           | Najlepszy scenariusz serialu lub programu specjalnego dla dzieci Matthew Nelson za odcinek “Girl Meets 1961” | nominacja |
| 2015 | Teen Choice Awards | Ulubiony serial komediowy                                                                                    | nominacja |

## Odcinki
| Seria | Seria     | Odcinki   | Oryginalna emisja | Oryginalna emisja | Oryginalna emisja    | Oryginalna emisja |
| Seria | Seria     | Odcinki   | Premiera serii    | Finał serii       | Premiera serii       | Finał serii       |
| ----- | --------- | --------- | ----------------- | ----------------- | -------------------- | ----------------- |
|       | 1         | 20        | 27 czerwca 2014   | 27 marca 2015     | 22 października 2014 | 29 sierpnia 2015  |
|       | Specjalny | Specjalny | 17 kwietnia 2015  | 17 kwietnia 2015  | 8 listopada 2015     | 8 listopada 2015  |
|       | 2         | 30        | 11 maja 2015      | 11 marca 2016     | 25 października 2015 | 16 grudnia 2016   |
|       | 3         | 21        | 3 czerwca 2016    | 20 stycznia 2017  | 7 stycznia 2017      | 19 stycznia 2018  |